# پاول متس
پاول متس (دانمارکی: Paul Metz; ۱۷ نوامبر ۱۸۹۲ – ۸ سپتامبر ۱۹۷۵) بازیکن هاکی روی چمن اهل دانمارک بود.